# Happy New Year (chanson)
Pour les articles homonymes, voir Happy New Year.
Singles de ABBA
Our Last Summer (en)
(1980) Andante, Andante (en)
(1981)
Clip vidéo
[vidéo] « Happy New Year », sur YouTube
Happy New Year est une chanson du groupe de pop suédois ABBA extraite de leur septième album studio Super Trouper, sorti en 1980. Elle est également sortie comme single limité le 15 décembre 1980 et a été sortie dans certains pays uniquement. Elle est sortie en tant que single le 15 novembre 1999 afin de promouvoir la réédition de divers singles en CD et s'est depuis classé dans de nombreux classements.
Felicidad est la version espagnole de la chanson et a été sortie comme single en Argentine en 1980. La chanson a également été incluse dans les versions sud-américaines de l'album Super Trouper.
Depuis 2007, Happy New Year s'est classé quasi-annuellement dans de divers classements à travers le monde, atteignant notamment la 4e place en Suède, la 5e place en Norvège et la 8e place aux Pays-Bas.

## Liste des titres
| A1. | Happy New Year   | 4:23 |
| B1. | Andante, Andante | 4:38 |

| 1. | Happy New Year   | 4:23 |
| 2. | Andante, Andante | 4:38 |

| 1. | Happy New Year | 4:23 |
| 2. | Felicidad      | 4:24 |

## Classements hebdomadaires
| Classement (1999—2000)        | Meilleure position |
| ----------------------------- | ------------------ |
| Allemagne (GfK Entertainment) | 78                 |
| Norvège (VG-lista)            | 20                 |
| Pays-Bas (Single Top 100)     | 15                 |
| Suède (Sverigetopplistan)     | 27                 |

| Classement (2007—2020)                     | Meilleure position |
| ------------------------------------------ | ------------------ |
| Allemagne (GfK Entertainment)              | 75                 |
| Belgique (Flandre Back Catalogue Singles)  | 1                  |
| Belgique (Wallonie Back Catalogue Singles) | 10                 |
| Danemark (Tracklisten)                     | 14                 |
| États-Unis (Holiday Digital Songs)         | 21                 |
| France (SNEP Ventes)                       | 152                |
| Norvège (VG-lista)                         | 5                  |
| Pays-Bas (Single Top 100)                  | 8                  |
| Royaume-Uni (UK Physical Chart)            | 3                  |
| Slovénie (SloTop50)                        | 21                 |
| Suède (Sverigetopplistan)                  | 4                  |
| Suisse (Schweizer Hitparade)               | 86                 |

## Historique de sortie
| Pays/Région        | Date                    | Format                        | Label(s)                     | Réf.   |
| ------------------ | ----------------------- | ----------------------------- | ---------------------------- | ------ |
| Divers             | 3 novembre 1980 (album) | Vinyle, cassette, cartouche   | Polar / Epic / Atlantic      | [ 18 ] |
| Divers             | 15 décembre 1980        | 45 tours promotionnel         | Polar / Polydor / Atlantic   | [ 1 ]  |
| Portugal           | 15 décembre 1980        | 45 tours                      | Polar / Polydor / Atlantic   | [ 1 ]  |
| Allemagne          | 15 novembre 1999        | CD single                     | - Polydor - Polar - PolyGram | [ 1 ]  |
| Royaume-Uni Europe | 30 novembre 2011        | 45 tours (vinyle argent)      | Polar                        | [ 19 ] |
| Royaume-Uni Europe | 7 décembre 2018         | 45 tours (vinyle blanc)       | Polar                        | [ 20 ] |
| Royaume-Uni Europe | 6 décembre 2019         | 45 tours (vinyle transparent) | Polar                        | [ 21 ] |
| Divers             | 4 décembre 2020         | 45 tours picture-disc         | - Polydor - Polar            | [ 1 ]  |